# The Killing of Sister George
The Killing of Sister George és una pel·lícula estatunidenca, encara que rodada al Regne Unit, dirigida per Robert Aldrich i basada en l'obra de teatre del mateix nom escrita per Frank Marcus. Encara que la comèdia de Marcus era una comèdia negra, la versió cinematogràfica es va comercialitzar com un "drama impactant"; s'hi va afegir contingut lèsbic explícit que no estava en la peça original, i es va presentar com un tractament seriós del lesbianisme, raó per la qual va tenir problemes amb la censura a alguns països.

## Argument
June Buckridge és una actriu madura que porta quatre anys interpretant a la dolça germana George (Sister George) en una sèrie de televisió. A diferència del seu personatge, June és una dona rude, iracunda i afeccionada a l'alcohol. Manté una relació de parella amb una dona més jove, Alice, amb la qual té una difícil convivència a causa del seu mal caràcter i la seva gelosia.
June provoca sovint discussions amb la resta del repartiment i els guionistes i sospita que el seu lloc en la sèrie està en perill. I no millora la situació en protagonitzar un escàndol quan estant borratxa es propasa amb un parell de monges en un taxi. Això ocasiona que Mercy Croft, una executiva de la cadena, li doni un ultimàtum, li exigeixi que es disculpi i corregeixi la seva actitud. Però el personatge de la monja deixa de ser el preferit del públic en les enquestes d'audiència, la qual cosa és aprofitada pels responsables del programa per a prescindir de la problemàtica actriu i suprimir el seu personatge.
Mercy Croft s'encarrega personalment de comunicar-li a June que s'ha decidit que la germana George morirà pròximament. Quan June marxa disgustada després de la notícia, Croft aprofita per oferir-li a Alice una audició amb l'objectiu de seduir-la. Alice li oculta la cita a la seva parella, però June descobreix que li ha mentit al no trobar-la a la sortida del treball, la qual cosa ocasiona una gran discussió entre totes dues, finalment Alice li revela la veritat, i June marxa per a passar la nit fora amb la seva amiga Betty.
L'endemà June aprofita la festa de comiat de la sèrie per a rescabalar-se amb els caps i companys de repartiment i acaba muntant en còlera quan Mercy Croft li ofereix interpretar una vaca en un programa infantil. També allí discuteix agrament amb Alice i aquesta decideix abandonar-la definitivament. Acompanyada de Mrs. Croft recollirà les seves pertinences a la seva casa i allí acaben ficant-se al llit. June les sorprèn i s'origina una agra discussió entre les tres on es treuen tots els draps bruts. Finalment Alice se'n va i June es queda sola.

## Repartiment
- Beryl Reid - June "George" Buckridge
- Susannah York - Alice "Childie" McNaught
- Coral Browne - Mercy Croft
- Ronald Fraser - Leo Lockhart
- Patricia Medina - Betty Thaxter
- Byron Webster - Jack Adams
- Cyril Delevanti - Ted Baker
- Brendan Dillon - Bert Turner
- Hugh Paddick - Freddie
- Sivi Aberg - Diana
- Rosalie Williams - Mildred
- Elaine Church - Marlene
- Mike Freeman - Noel
- Meier Tzelniker - Mr. Emmanuel Katz
- Cicely Walper - Mrs. Margaret Coote
- Maggie Paige - Donzella
- Dolly Taylor – Dama del te

## Recaptació
La pel·lícula va obtenir uns ingressos de $3.45 milions als Estats Units i $1.875 milions a altres països. No obstant això, a causa del seu alt cost, va registrar una pèrdua global de $750,000. A França va recaptar 46,638.

## Premis
Beryl Reid va ser nominada als Premis Globus d'Or a la millor actriu cinematogràfica en un drama.